# جوا (فیلم)
جوا (به هندی: Jeeva) فیلمی محصول سال ۱۹۸۶ و به کارگردانی راج ان. سیپی است. در این فیلم بازیگرانی همچون سانجی دات، مانداکینی، امجد خان، شاکتی کاپور، ساچین، گلشن گروور، انوپم کهیر، پران ایفای نقش کرده‌اند.